# Provincia di In Salah
La provincia di In Salah (in arabo: ولاية عين صالح) è una wilaya algerina istituita nel 2019. Nel 2021 il presidente Abdelmadjid Tebboune ha ufficializzato la nuova suddivisione amministrativa.

## Geografia
La wilaya è situata nel Sahara algerino e si estende su una superficie di 131.220 kmq. È delimitata:
- a nord dalla provincia di Al-Mani'a e da quella di Ouargla;
- a est dalla provincia di Illizi;
- a nord-ovest dalla provincia di Timimoun;
- a ovest dalla provincia di Adrar;
- a sud dalla provincia di Tamanrasset.

## Storia
La provincia è stata istituita il 26 novembre 2019. In precedenza era una wilaya delegata ai sensi della legge n° 15-140 del 27 maggio 2015, che elencava i comuni ad essa annessi. Prima del 2019 faceva parte della provincia di Tamanrasset.

## Società

### Evoluzione demografica
In base al censimento della popolazione nel 2008, la wilaya contava 50.392 abitanti.

## Geografia antropica

### Suddivisioni amministrative
| Distretto | Comuni            |
| --------- | ----------------- |
| In Ghar   | In Ghar           |
| In Salah  | Foggaret Ezzaouia |
| In Salah  | In Salah          |